# Rushmere (album Mumford & Sons)
Rushmere è il quinto album in studio della band folk rock britannica Mumford & Sons. È stato pubblicato il 28 marzo 2025 tramite Island Records e Glassnote Records. Il loro primo album in quasi sette anni, segna il divario più lungo tra gli album in studio per la band. È anche la loro prima registrazione in studio dopo la partenza del chitarrista e banjoista Winston Marshall nel 2021.

## Registrazione
Rushmere vede la band esibirsi come un trio, dopo la partenza di Winston Marshall nel 2021. I tre anni successivi hanno incluso l'uscita di un album solista omonimo del membro Marcus Mumford (2022) e una collaborazione con Pharrell Williams intitolata "Good People" (2024).
L'album prende il nome da uno stagno situato a Wimbledon Common a Londra, dove la band si è formata per la prima volta e dove è stata concepita la musica. Secondo un comunicato stampa, l'intento era quello di riportare gli ascoltatori dove "tutto" è iniziato mentre il trio stesso si sentiva "irrequieto di iniziare, sollevato ed eccitato" di condividere nuova musica. Registrato tra il 2022 e il 2024 presso l'RCA Studio A a Nashville, Savannah (Georgia) e nel loro studio nel Devon con il produttore Dave Cobb, il trio ha descritto il lavoro su nuova musica come "i due anni più prolifici" che avessero mai sperimentato.

## Promozione
L'album è stato annunciato il 15 gennaio 2025 tramite un post su Instagram condiviso dalla band. La notizia è stata accompagnata da un trailer che include frammenti di canzoni e filmati dietro le quinte del processo di registrazione. La traccia del titolo "ousing" è stata pubblicata come singolo principale il 17 gennaio. La canzone è stata vista come un ritorno alle loro radici con l'inclusione di "strumentazione folk pop" e un "picco di inno" eseguito da Marcus Mumford su una "linea di banjo".

## Tracce
1. Malibu – 4:02
2. Caroline – 3:20
3. Rushmere – 3:12 (Natalie Hemby, Greg Kurstin)
4. Monochrome – 3:04
5. Truth – 3:43
6. Where It Belongs – 4:07
7. Anchor – 2:51 (Justin Hayward-Young)
8. Surrender – 3:10 (Kurstin, Caitlyn Smith)
9. Blood on the Page (with Madison Cunningham) – 3:06
10. Carry On – 3:43